# Zaisan (stad)
Zaisan (of Zajsan) (Kazachs en Russisch: Зайсан қ.ә./Зайсанская г.а.; Kazachse transliteratie: Zaisan, Russische transliteratie: Zajsan) is een stad in de provincie Oost-Kazachstan op circa 25 km van de zuidoostelijke oever van het Zajsanmeer. De stad telt 16.000 inwoners.